# MKB (fastighetsbolag)

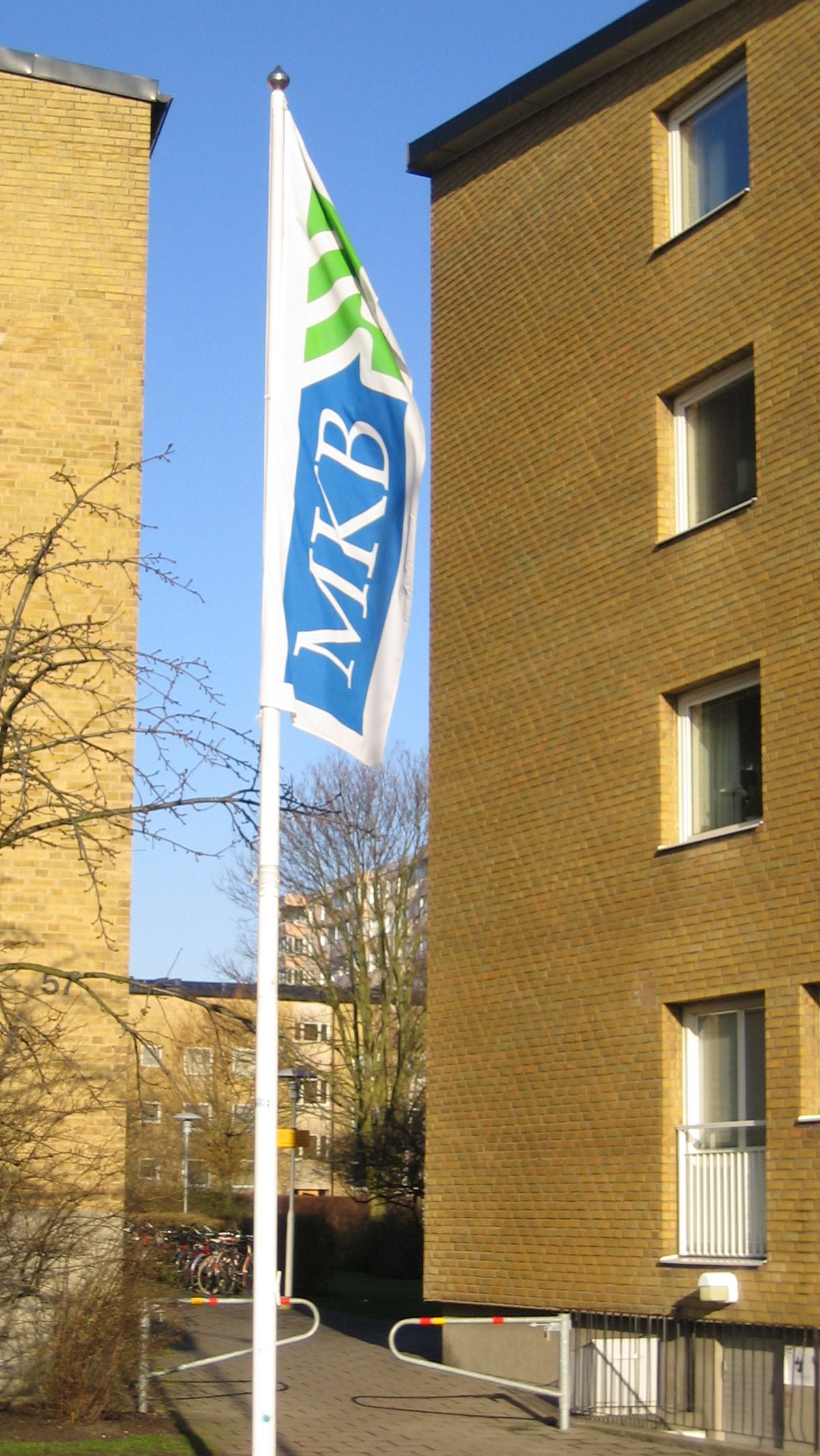
MKB

MKB Fastighets AB, MKB (ursprungligen Malmö Kommunala Bostads AB) är Malmö kommuns bolag för bostadsförsörjning (allmännyttan). MKB är Malmös största bostadsföretag med 32% av hyresmarknaden.

## Organisation
Ledningsgruppen består av 15 medlemmar, varav fyra fastighetschefer. MKB hade vid årsskiftet 2010/2011 281 anställda varav hälften är engagerade i förvaltningen (fastighetsskötare, kundvärdar och husvärdar).

## Affärsidé, mål och strategier (ur Årsredovisning 2010)
MKB ska genom balanserad hyressättning och nyproduktion bidra till en positiv utveckling i Malmö. Verksamheten ska drivas utifrån ett affärsmässigt synsätt. Detta gäller även bolagets sociala insatser för ökad sysselsättning och minskat bidragsberoende.
Mål
MKB ska vara en ledande aktör på Malmös bostadsmarknad och ett föredöme för andra fastighetsägare.
MKB:s bostäder och områden ska tillgodose de boendes behov av trygghet, trivsel och service.
MKB ska i alla delar av staden erbjuda ett brett utbud av prisvärda hyreslägenheter.
Strategier
MKB:s övergripande strategi är att bidra till och stärka Malmös attraktionskraft.
Utveckling av Malmö. MKB bidrar till att utveckla Malmö genom att vara en drivande aktör i stadsutvecklingen av den moderna staden och de urbana miljöerna. Det sker bland annat genom följande initiativ: Förtätning, "Urban akupunktur", Stråk som binder samman olika delar av Malmö, Produkt- och tjänsteutveckling (av koncept som Ekostaden Augustenborg, bokaler, MKB Student).
Förvaltning. Förvaltning av befintligt fastighetsbestånd med affärsmässigt fokus: Nära förvaltning (25 områdeskontor), Självförvaltning, Behovsanpassat underhåll och renovering, områdesstrategier och konceptutveckling.
Produktion av nya hyresbostäder. MKB:s målsättning är att kunna producera upp till 500 nya lägenheter om året om det enligt bolagets bedömningar finns en varaktig efterfrågan på dessa. MKB strävar alltid efter att bygga kostnadseffektivt med god kvalitet för lång hållbarhet och låga driftkostnader.
Förvärv av fastigheter. MKB genomför strategiska nyförvärv av fastigheter i lägen som kompletterar det befintliga beståndet, stärker hyresrätten och gynnar framtida utveckling av staden.

## Historia
MKB bildades som Malmö Kommunala Bostads AB den 19 november 1946. En stor del av MKB:s bostäder byggdes mellan 1947 och 1964. Det första stora bostadsområdet var Augustenborg, som byggdes från 1948 till 1952. Under 1950-talet byggdes Mellanheden, Persborg, Lorensborg och Segevång. Östra Sorgenfri tillkom under ett decennium från mitten av 1950-talet. Nydala uppfördes fram till 1963, och därefter påbörjades storsatsningen i Rosengård.
Under åren mellan 1965 och 1974 uppfördes dessutom Gullviksborg, Kroksbäck, Lindängen och Holma. Satsningarna var alltför omfattande och i mitten av 1970-talet var 20% av lägenheterna outhyrda. Bolaget hamnade i en ekonomisk kris.
1976 blev området Bellevuegården klart. Satsningarna minskade i omfattning, men Lugnet, Fosiedal och Dammfrigården byggdes klart före 1984. De ekonomiska svårigheterna fortsatte, vilket gjorde att staten och kommunen fick skjuta till 500 miljoner kronor.
Från 1985 ökade andelen uthyrda lägenheter stort. Kraftigt ökande byggkostnader gjorde att byggandet minskade. Förutom nybyggnation av Potatisåkern och några hus i Västra Hamnen satsade MKB framför allt på upprustning av befintliga bostadsområden. År 1998 köpte man också ett relativt stort bestånd av äldre fastigheter av Fastighets AB Skånebo, ägt av Castellum (tidigare Securum). Dessa fastigheter är till stor del belägna i Södra Innerstaden, men även i Centrum, som till exempel Sjöbergska palatset.
Under 2005 uppdagades att MKB har fört ett "eget brottsregister" samt fört tvivelaktigt samarbete med Polismyndigheten.
Företaget är Malmös största hyresvärd med 21 300 lägenheter. Planer finns att bygga ut företaget med 500 lägenheter under en period av fem år.